# Клайпеда (футбольний клуб)
«Клайпе́да» (лит. FK Klaipėda) — колишній литовський футбольний клуб з однойменного міста. Заснований 2005 року.

## Попередні назви
- 2005—2009 «Глестум»
- з 2009 ФК «Клайпеда»